# مزرعة أيوب أباد رقم 2 (سفيد دشت)
مزرعة أیوب أباد رقم 2 (بالإنجليزية: Mazraeh-ye Ayyubabad Shomareh-ye Do)‏ هي منطقة سكنية تقع في إيران في أصفهان. يقدر عدد سكانها بـ 20 نسمة .